# Квін-Сіті (Міссурі)
Квін-Сіті (англ. Queen City) — місто (англ. city) в США, в окрузі Скайлер штату Міссурі. Населення — 562 особи (2020).

## Географія
Квін-Сіті розташований за координатами 40°24′42″ пн. ш. 92°34′0″ зх. д. / 40.41167° пн. ш. 92.56667° зх. д. (40.411775, -92.566678).  За даними Бюро перепису населення США в 2010 році місто мало площу 2,67 км², з яких 2,67 км² — суходіл та 0,00 км² — водойми.

## Демографія
Згідно з переписом 2010 року, у місті мешкало 598 осіб у 256 домогосподарствах у складі 143 родин. Густота населення становила 224 особи/км².  Було 311 помешкання (117/км²).
Расовий склад населення:
| - 99,0 % — білих - 0,5 % — корінних американців |

До двох чи більше рас належало 0,5 %. Частка іспаномовних становила 1,3 % від усіх жителів.
За віковим діапазоном населення розподілялося таким чином: 20,9 % — особи молодші 18 років, 52,0 % — особи у віці 18—64 років, 27,1 % — особи у віці 65 років та старші. Медіана віку мешканця становила 45,7 року. На 100 осіб жіночої статі у місті припадало 84,6 чоловіків;  на 100 жінок у віці від 18 років та старших — 80,5 чоловіків також старших 18 років.
Середній дохід на одне домашнє господарство  становив 53 244 долари США (медіана — 28 906), а середній дохід на одну сім'ю — 69 144 долари (медіана — 43 750). Медіана доходів становила 43 083 долари для чоловіків та 26 058 доларів для жінок. За межею бідності перебувало 23,5 % осіб, у тому числі 41,6 % дітей у віці до 18 років та 26,7 % осіб у віці 65 років та старших.
Цивільне працевлаштоване населення становило 230 осіб. Основні галузі зайнятості: роздрібна торгівля — 24,3 %, освіта, охорона здоров'я та соціальна допомога — 19,6 %, виробництво — 17,0 %.